# Dudhani
Dudhani es una ciudad y  municipio situada en el distrito de Solapur en el estado de Maharashtra (India). Su población es de 11214 habitantes (2011). Se encuentra a 67 km de Solapur.

## Demografía
Según el censo de 2011 la población de Dudhani era de 11214 habitantes, de los cuales 5779 eran hombres y 5435 eran mujeres. Dudhani tiene una tasa media de alfabetización del 69,78%, inferior a la media estatal del 82,34%: la alfabetización masculina es del 79,33%, y la alfabetización femenina del 59,70%.